# Ashida Mana
Ashida Mana (tiếng Nhật: 芦田愛菜; Hepburn: Ashida Mana; Hán-Việt: Lư Điền Ái Thạo; sinh ngày 23 tháng 6 năm 2004) là một nữ diễn viên, người mẫu, ca sĩ và MC người Nhật Bản. Lần xuất hiện đầu tiên của cô là trong một phim ngắn của Asahi Broadcasting Corporation, và cô đã dần trở nên nổi tiếng sau khi tham gia bộ phim truyền hình Mother. Ashida trở thành ngôi sao nữ đóng vai chính trẻ tuổi nhất trong lịch sử truyền hình Nhật Bản khi tham gia phim Sayonara Bokutachi no Youchien, và là nữ diễn viên chính trẻ nhất trong một bộ phim dài tập khi xuất hiện trong Marumo no Okite vào mùa xuân năm 2011.
Cô cũng xuất hiện trong các bộ phim điện ảnh Nhật Bản như Confessions và Bunny Drop. Ashida và bạn diễn Suzuki Fuku đã cùng trình bày ca khúc nổi tiếng năm 2011 "Maru Maru Mori Mori", bài hát mở đầu của bộ phim Marumo no Okite.

## Tiểu sử
Ashida sinh ngày 23 tháng 6 năm 2004 tại Nishinomiya, tỉnh Hyogo của Nhật và là đứa con một duy nhất trong gia đình. Cô ấy thường được gọi là Mana-chan, là sự kết hợp giữa tên riêng của cô và một kính ngữ tiếng Nhật được dùng xưng hô với trẻ em (-chan). Ashida tiết lộ rằng cô ấy là một fan hâm mộ của nhóm nhạc K-pop Kara. Cô thích đi xe đạp một bánh, và đọc hơn 60 cuốn sách mỗi tháng.

## Sự nghiệp

### Khởi đầu nghiệp diễn
Ashida xuất hiện lần đầu trong một bộ phim ngắn của đài Asahi Broadcasting Corporation, Bokenmama vào năm 2009. Bộ phim đầu tiên của cô là live-action chuyển thể từ manga Hanbun no Tsuki ga Noboru Sora vào năm 2010. Cùng năm, cô tham gia bộ phim Confessions với vai Moriguchi Manami. Cô cũng xuất hiện trong bộ phim Ghost: Mouichido Dakishimetai, một phiên bản làm lại của Nhật Bản từ bộ phim Ghost năm 1990. Với vai diễn trong bộ phim này, cô đã chiến thắng giải thưởng "Người mới đến của năm" tại Giải thưởng Hàn lâm Nhật Bản lần thứ 34.
Ngoài diễn xuất, Ashida còn tham gia lồng tiếng cho các bộ phim nước ngoài được phát hành tại Nhật Bản. Cô lồng tiếng cho Agnes trong phiên bản tiếng Nhật của bộ phim Despicable Me, và cô ấy là người lồng tiếng cho nhân vật Phương Đăng thời trẻ trong bản phát hành tiếng Nhật của Đường Sơn đại địa chấn.

### 2010-2011: Vươn tới sự nổi tiếng
Ashida nổi lên sau khi xuất hiện trong bộ phim truyền hình Mother, với vai Michiki Reina, một đứa trẻ bị mẹ bạo hành. Cô đã giành được các giải thưởng như Nữ diễn viên phụ xuất sắc nhất tại Nikkan Sports Drama Grand Prix lần thứ 14 và Giải đặc biệt tại Giải thưởng phim truyền hình Tokyo lần thứ 4 cho vai diễn của cô. Năm 6 tuổi, Ashida trở thành nữ diễn viên chính trẻ tuổi nhất truyền hình Nhật Bản khi đóng phim Sayonara Bokutachi no Youchien vào năm 2011. Vào mùa xuân, cô trở thành nữ diễn viên trẻ nhất trong dòng phim chính kịch Nhật Bản khi góp mặt trong Marumo no Okite. Cô đóng vai chính trong bộ phim này với nam diễn viên 6 tuổi Suzuki Fuku. Bộ phim đã nhận được tỷ suất người xem là 23,9% cho tập cuối và tỷ suất trung bình là 15,48% cho toàn bộ thời lượng phát sóng.
Cô ấy đã ra mắt ngành ca nhạc với Suzuki. Họ hát bài mở đầu của Marumo no Okite là "Maru–Maru–Mori-Mori!", dưới tên nhóm tạm thời là Kaoru cho Tomoki, Tamani Mook. Bài hát này, được thu âm thành đĩa đơn, được phát hành vào ngày 25 tháng 5 năm 2011 bởi Universal Music và đứng thứ ba trên bảng xếp hạng Oricon, khiến bộ đôi này trở thành nhóm nhạc trẻ nhất trong lịch sử đạt được vị trí top 10 trên bảng xếp hạng Oricon. Kỷ lục trước đó được lập bởi nhóm Kigurumi vào năm 2006. Họ cũng tham gia phiên bản mùa hè của Lễ hội âm nhạc FNS, được phát sóng vào ngày 6 tháng 8 năm 2011 trên mạng truyền hình Fuji.. Vào ngày 14 tháng 8 năm 2011, Ashida xuất hiện trong chương trình truyền hình âm nhạc NHK Music Japan cùng với Suzuki, nữ diễn viên Ohashi Nozomi và nam diễn viên Kato Seishiro. Đây là lần đầu tiên cả ba xuất hiện trong cùng một chương trình, trong phân đoạn mang tên "MJ Summer Holidays: Children's Special".
Đầu năm 2011, Ashida góp mặt trong một số bộ phim Nhật Bản, trong đó có Inu to Anata no Monogatari, và Hankyū Densha.

### Cuối 2011: ca sĩ solo và ra mắt dẫn chương trình tạp kỹ
Ashida đóng chung với nam diễn viên Matsuyama Kenichi trong bộ phim chuyển thể từ truyện tranh Usagi Drop. Cô đóng vai chính Rin, và được khen ngợi rộng rãi cho màn trình diễn của cô ấy. Đạo diễn của phim, Sabu, khen ngợi cô, nói rằng tiếng cười của cô "luôn vang khắp phim trường, tạo nên bầu không khí yên bình trong phim trường". Nhà phê bình Mark Schilling của The Japan Times nói rằng cô ấy "hoàn thành một cách liền mạch quá trình phát triển từ một đứa trẻ bơ vơ trở thành một cô bé vui tươi, dù là có cảm nhận xuất chúng, đồng thời dễ dàng quyến rũ mọi người.". Ashida đã giành giải "Diễn viên mới xuất sắc nhất" tại Lễ trao giải Blue Ribbon lần thứ 54. Cô là người trẻ nhất nhận được giải thưởng này, đánh bại kỷ lục năm 1983 của nữ diễn viên Harada Tomoyo.
Vào tháng 10 năm 2011, Ashida bắt đầu đồng tổ chức chương trình trò chuyện và tạp kỹ NTV Meringue no Kimochi với những MC lâu năm của chương trình, Hisamoto Masami và Ito Asako. Điều này khiến cô trở thành người dẫn chương trình thường lệ trẻ nhất của một chương trình trò chuyện hoặc tạp kỹ.
Vào ngày 15 tháng 9 năm 2011, có thông báo rằng Ashida sẽ ra mắt âm nhạc solo với Universal Music. Cô đã phát hành đĩa đơn đầu tiên vào tháng 10 năm 2011 và album đầu tay của cô vào cuối năm 2011. Album có những bài hát mà "Mama (mẹ của Mana) muốn Mana-chan hát". Hồ sơ chính thức của cô ấy trên trang web của Universal Music đã được tiết lộ trong buổi thông báo. Đĩa đơn này, một bản nhạc dance sôi động với nhịp điệu vui vẻ và tương tự như Maru–Maru–Mori-Mori!, mang tên "Sutekina Nichiyōbi: Gyu Gyu Good Day!". Đĩa đơn được phát hành tại Nhật Bản vào ngày 26 tháng 10 năm 2011 và được sử dụng trong quảng cáo cho Seven & I Holdings Co. Nó ra mắt ở vị trí thứ 4 trên bảng xếp hạng hàng tuần của Oricon. Điều đó khiến Ashida Mana trở thành nghệ sĩ solo trẻ tuổi nhất lọt vào bảng xếp hạng TOP10 hàng tuần của Oricon vào tuần ra mắt, khi mới 7 tuổi 4 tháng, phá vỡ kỷ lục trước đó là 13 tuổi do Goto Kumiko thiết lập vào năm 1987.
Album đầu tay của Ashida, mang tên Happy Smile!, được phát hành tại Nhật Bản vào ngày 23 tháng 11 năm 2011. Nó ra mắt ở vị trí thứ 8 trên bảng xếp hạng hàng tuần của Oricon, đưa Mana Ashida trở thành nghệ sĩ trẻ nhất, 7 tuổi 5 tháng, có một album ở vị trí top 10. Cô đã đánh bại kỷ lục trước đó là 13 năm 8 tháng do ca sĩ người Canada Rene Simard lập vào năm 1974.
Ashida và Suzuki đã trở thành những người trẻ tuổi nhất tham gia cuộc thi hát Kōhaku Uta Gassen hàng năm khi tham gia phiên bản thứ 62 của nó.

### 2012–nay
Ashida lồng tiếng cho nhân vật nữ chính Annie trong bộ phim hoạt hình Nhật Bản chuyển thể từ loạt phim Magic Tree House và là vai diễn đầu tiên trong năm 2012. Cô ấy đã hát ca khúc mở đầu của bộ anime Jewelpet Kira☆Deco!. Bài hát mang tên "Zutto Zutto Tomodachi", cũng được sử dụng trong bộ phim hoạt hình năm 2012 Jewelpet the Movie: Sweets Dance Princess. Ashida cũng xuất hiện trong phim với vai Công chúa Mana. Bài hát được phát hành dưới dạng đĩa đơn vào ngày 16 tháng 5 năm 2012, và đạt vị trí thứ 17 trên Bảng xếp hạng đĩa đơn hàng tuần của Oricon.
Ashida đóng vai Kinoshita Miu, người con gái tuổi vị thành niên của một ông bố đơn thân mắc bệnh Alzheimer, trong bộ phim truyền hình mùa hè Beautiful Rain của Fuji TV. Cô cũng đã trình bày ca khúc chủ đề của phim, mang tên "Ame ni Negai o". Được viết bởi nhạc sĩ Matsutoya Yumi, Ame ni Negai o là bài hát nhạc phim truyền hình đầu tiên Mana biểu diễn solo. Đĩa đơn được phát hành tại Nhật Bản vào ngày 1 tháng 8 năm 2012.
Vào ngày 27 tháng 12 năm 2012, cô đã tổ chức buổi biểu diễn ca nhạc solo đầu tiên của mình tại Curian Shinagawa General Citizen Hall ở Tokyo.
Ashida ra mắt tại Hollywood với vai Mori Mako thời trẻ trong bộ phim Siêu đại chiến năm 2013. Cô đã thử vai vào tháng 10 năm 2011, khi đó cô ấy đã gây ấn tượng với ban giám khảo bằng khả năng biểu cảm phong phú của mình. Cô đến Toronto để quay bộ phim, nơi cô gặp được đạo diễn Guillermo del Toro. Del Toro đã cho phép Ashida gọi ông là "Totoro-san", do cô không thể phát âm họ của ông.
Ashida cũng xuất hiện trong Phiên bản trẻ em của chương trình Ai là triệu phú?! bản tiếng Nhật vào ngày 2 tháng 1 năm 2013. Cô đã giành được giải thưởng cao nhất, 1.000.000 yên và trở thành người chiến thắng trẻ tuổi nhất trong chương trình này.
Năm 2014, Ashida đóng vai chính trong bộ phim truyền hình Ashita, Mama ga Inai với vai Post, một đứa trẻ bị bỏ rơi khi mới chào đời. Diễn xuất của cô trong bộ phim truyền hình này được đánh giá cao, với 50,8% người xem bày tỏ sự hài lòng cao với diễn xuất của cô trong một cuộc khảo sát do Oricon thực hiện. Năm 2015, cô đóng vai chính trong Rugged! với vai chủ tịch công ty 10 tuổi và là vai chính đầu tiên của cô trong một phim truyền hình của đài NHK.

## Đời tư
Vào tháng 4 năm 2017, Ashida được nhận vào trường trung học cơ sở Keio, một trong những trường trung học cơ sở nổi tiếng nhất ở khu vực Đại Tokyo, sau khi vượt qua kỳ thi tuyển sinh.
Vào tháng 3 năm 2023, Ashida đã tốt nghiệp trường cấp ba Keio.

## Phim đã đóng

### Điện ảnh
- Hanbun no Tsuki ga Noboru Sora (2010) vai Natsume Mirai
- Kokuhaku (2010) vai Moriguchi Nanami
- Hồn Ma (2010) vai bóng ma trẻ em
- Inu to Anata no Monogatari (2011) vai Mana
- Hankyū Densha (2011) vai Hagiwara Ami[23]
- Thỏ Con (2011) vai Kaga Rin[25]
- Ngôi Nhà Cây Ma Thuật (2012) vai Annie (lồng tiếng).[35]
- Trò Chơi Dối Trá phần 3 (2012) vai Alice[50]
- Jewelpet the Movie: Sweets Dance Princess (2012) vai Công chúa Mana (lồng tiếng)[51]
- Nobo no Shiro (2012) vai Chidori
- Siêu đại chiến (2013) vai Mori Mako lúc nhỏ[43]
- Kujikenaide (2013) vai Shibata Toyo lúc nhỏ[52]
- Entaku (2014) vai Uzuhara Kotoko[53]
- Takayuki Yamada 3D The Movie (2017)[54]
- Pokémon the Movie: Sức mạnh của chúng ta (2018) vai Margo (lồng tiếng)[55]
- Những đứa con của hải thú (2019) vai Azumi Ruka (lồng tiếng)[56]
- Under the Stars (2020) vai Chihiro[57]
- Thị Trấn Và Bầu Trời Khói (2020) vai Lubicchi (lồng tiếng)[58]
- Ngôi Nhà Của Những Người Đã Khuất (2021) vai Yui (lồng tiếng)[59]
- Metamorphose no Engawa (2022) vai Sayama Urara[60]
- Cô thành trong gương (2022) vai Ōkami-sama (lồng tiếng)[61]

### Truyền hình
- Daibokenmama (2009, ABC)
- Ketto! Rojinto (2009, Wowow)
- Tokujo Kabachi!! (2010, TBS, tập 3)
- Mother (14 tháng 4 – 23 tháng 6, 2010, NTV) – Michiki Rena / Suzuhara Tsugumi
- Toilet no Kamisama (5 tháng 1, 2011, MBS) – Uemura Kana (lúc nhỏ)[62]
- Gō (2011, NHK) – Chacha (lúc nhỏ), Sen
- Sayonara Bokutachi no Youchien (30 tháng 3, 2011, NTV) – Yamazaki Kanna
- Câu Chuyện Marumo (24 tháng 4 – 3 tháng 7, 2011, CX) – Sasakura Kaoru[63]
- Hanazakari no Kimitachi e (10 tháng 7, 2011, CX, tập 1) – Sasakura Kaoru (khách mời)[64]
- Kono Sekai no Katasumi ni (5 tháng 8, 2011, NTV) – Hojo Chizuru[65]
- Honto ni Atta Kowai Hanashi (2011 Summer Season Special) (3 tháng 9, 2011, CX)[66]
- Câu Chuyện Marumo tập đặc biệt (9 tháng 10, 2011, CX) – Sasakura Kaoru[67]
- Châu Nam Cực (16 tháng 10 – 18 tháng 12, 2011, TBS) – Furudate Haruka[68]
- Alice in Liar Game (5 – 8 tháng 3, 2012, CX, ngoại truyện của Trò Chơi Nói Dối phần 3) – Alice[69]
- Cơn Mưa Xinh Đẹp (1 tháng 7, 2012, CX) – Kinoshita Miu[39]
- Ngày Mai Mẹ Sẽ Không Ở Đây (15 tháng 1, 2014 – 12 tháng 3, 2014, NTV) – Nhân viên bưu kiện[45]
- Gin Nikan (10 tháng 4, 2014 – 5 tháng 6, 2014, NHK) – Maho Otetsu (lúc nhỏ)[70]
- Súp Miso Của Bé Hana (30 tháng 8, 2014, NTV) – Yasutake Hana[71]
- Rugged! (21 tháng 2, 2015 – 28 tháng 2, 2015, NHK) – Fukami Noa[47]
- Our House (17 tháng 4, 2016 – 12 tháng 6, 2016, CX) – Ban Sakurako[72]
- Manpuku (2018 – 19, NHK) – Người dẫn chuyện[73]
- Kirin ga Kuru (2020 – 21, NHK) – Tama Akechi[74]
- Saiko no Kyoshi (2023, NTV) – Ugumori Kanau

### Lồng tiếng Nhật
- Kẻ trộm Mặt Trăng (2010) vai Agnes[11]
- Đường Sơn đại địa chấn (2010) vai Phương Đăng lúc nhỏ[12]
- Kẻ trộm Mặt Trăng 2 (2013) vai Agnes[75]
- Snoopy: The Peanuts Movie (2015) vai Cô bé quàng khăn đỏ[76]
- Chúa tể Godzilla (2019) vai Madison Russell[77]
- Godzilla đại chiến Kong (2021) vai Madison Russell[78]

### Chương trình tạp kỹ
- Meringue (1 tháng 10, 2011 – 31 tháng 3, 2012, NTV) – đồng dẫn chương trình cùng với Hisamoto Masami và Ito Asako[28]
- Music Japan (14 tháng 8, 2011, NHK)[21]
- Kōhaku Uta Gassen lần thứ 62 (31 tháng 12, 2011, NHK)[3]

### Video game
- Ni no Kuni: Shiroki Seihai no Joō (2011) vai Cô gái bí ẩn (Kokoru) (lồng tiếng).[79]

## Đĩa nhạc

### Đĩa đơn
| Năm  | Thứ tự | Tiêu đề                                 | Ghi chú                                                                 | Thứ tự xếp hạng                        | Thứ tự xếp hạng          | Thứ tự xếp hạng          |
| Năm  | Thứ tự | Tiêu đề                                 | Ghi chú                                                                 | Oricon Bảng xếp hạng đĩa đơn theo tuần | Billboard Japan Hot 100* | RIAJ Digital Track Chart |
| ---- | ------ | --------------------------------------- | ----------------------------------------------------------------------- | -------------------------------------- | ------------------------ | ------------------------ |
| 2011 | 1      | "Maru Maru Mori Mori!"                  | Song ca cùng với Suzuki Fuku; nhạc mở đầu phim Marumo no Okite          | 2                                      |                          |                          |
| 2011 | 2      | "Sutekina Nichiyōbi (Gyu Gyu Good Day)" | Đĩa đơn solo đầu tiên                                                   | 4                                      |                          |                          |
| 2012 | 3      | "Zutto Zutto Tomodachi"                 | Nhạc phim Jewelpet Kira Deco!                                           | 17                                     |                          |                          |
| 2012 | 4      | "Ame ni Negai o"                        | Nhạc phim Beautiful Rain                                                | 16                                     |                          |                          |
| 2014 | 5      | "Fight!!/ Yuuki"                        | Bài hát chủ đề của Cuộc thi âm nhạc toàn quốc lần thứ 81 do NHK tài trợ | 30                                     |                          |                          |
| 2014 | 6      | "Maru Maru Mori Mori! 2014"             | Song ca cùng Suzuki Fuku; Nhạc phần phim Marumo no Okite SP 2014        | 50                                     |                          |                          |

### Albums
- Happy Smile! (Universal Music, 23 tháng 11, 2011)[32]

## Giải thưởng

### 2010
- Tokyo Drama Awards lần thứ 4: Giả Đặc biệt cho Mother[83]
- The Television Drama Academy Awards lần thứ 65: Người mới đến xuất sắc nhất cho Mother[84]
- Nikkan Sports Drama Grand Prix lần thứ 14: Diễn viên phụ xuất sắc nhất cho Mother[13]

### 2011
- Giải Viện Hàn lâm Nhật Bản lần thứ 34: Diễn viên trẻ của năm cho vai Ghost: In Your Arms Again[10]
- Tokyo Drama Awards 2011: Nữ diễn viên xuất sắc nhất Marumo no Okite và Sayonara Bokutachi no Youchien[85][86]
- Japan Record Award lần thứ 53: Giải đặc biệt cho Maru Maru Mori Mori![87]
- Blue Ribbon Awards lần thứ 54: Người mới đến xuất sắc nhất cho Hankyū Densha và Usagi Drop[27]

### 2023
- Elan d'or Awards lần thứ 47: cho Người mới đến của năm[88]